# Kafr Malik
Kafr Malik (àrab: كفر مالك, Kafr Mālik) és una vila palestina de la governació de Ramal·lah i al-Bireh, al centre de Cisjordània, situada a 17 kilòmetres al nord-est de Ramal·lah. Segons l'Oficina Central d'Estadístiques de Palestina (PCBS), tenia 3.567 habitants en 2016.

## Història
En el cens de Palestina de 1931, organitzat per les autoritats del Mandat Britànic, la població de Kfar Malik era de 972 habitants, en 217 cases.
En la vespra de guerra araboisraeliana de 1948, i després dels acords d'armistici araboisraelians de 1949, Kafr Malik fou ocupada pel regne haixemita de Jordània. Després de la Guerra dels Sis Dies de 1967 va romandre sota l'ocupació israeliana.